# ISO 3166-2:TF
ISO 3166-2:TF – kody ISO 3166-2 dla Francuskich Terytoriów Południowych i Antarktycznych.
Kody ISO 3166-2 to część standardu ISO 3166 publikowanego przez Międzynarodową Organizację Normalizacyjną. Kody te są przypisywane głównym jednostkom podziału administracyjnego, takim jak np. województwa czy stany, każdego kraju posiadające kod w standardzie ISO 3166-1. 
Aktualnie (2017) dla Francuskich Terytoriów Południowych i Antarktycznych nie zdefiniowano kodów dla podjednostek administracyjnych, natomiast Francuskie Terytoria Południowe i Antarktyczne jako terytorium zamorskie (terytorium zależne) wchodzące w skład Francji, mają dodatkowo kod ISO 3166-2:FR wynikający z podziału terytorialnego tego państwa FR-TF.